# Gérard Lopez (psychiatre)
Pour les articles homonymes, voir Gérard Lopez et Lopez.
Gérard Lopez, né le 10 mars 1949 à Aubervilliers et mort le 25 mars 2022 à Paris 14e, est un psychiatre français. C'est un pionnier de la victimologie en France, cofondateur, notamment, de l’Institut de victimologie de Paris.

## Parcours
Il est né en 1949, au sein d'une famille d'origine en partie andalouse : son grand-père andalou a quitté l’Espagne en 1912 pour échapper à la guerre au Maroc, et s'est installé en France. Médecin de formation, il est médecin généraliste pendant dix ans dans le quartier de la Goutte-d'Or, au sein du 18e arrondissement, puis psychiatre pendant dix autres années aux urgences médico-judiciaires de l'Hôtel-Dieu de Paris.
Il est le promoteur en France de la victimologie, une interdiscipline apparue juste après la Première Guerre mondiale mais qui, pendant longtemps n'a pas mobilisé les professionnels de la santé. L'intérêt de formation spécifique s'est concrétisé dans les années 1980, en partie à la suite des conflits du XXe siècle mais aussi des mouvements de femmes soucieux d'apporter une aide, dans des centres dédiés, aux victimes d'agressions sexuelles. En 1986 en France, sous la première présidence de François Mitterrand, le ministre de la Justice Robert Badinter favorise la création de l'INAVEM (Institut national d'aide aux victimes et de médiation), qui devient ensuite France Victimes. Les attentats de 1986, et ce regroupement des victimes en un réseau d'associations renforcent le besoin d'organiser la prise en charge, en disposant du concours de médecins et professionnels de la santé formés en conséquence. Gérard Lopez est l'un des initiateurs des premiers diplômes universitaires de victimologie en 1993 à l'Université Paris-Descartes,. Il participe à la fondation de l'Institut de la victimologie de Paris. Il participe également à la cellule d’urgence médico-psychologique (CUMP) mise en place en 1995 par le président de la République Jacques CHIRAC et Xavier Emmanuelli, alors secrétaire d'État à l’Action humanitaire d’urgence. Vingt ans après, avec Patrice LOUVILLE, autre psychiatre à l'origine des CUMP en France, son expertise est sollicitée pour la création en 2016 des cellules d'assistance psychologique (CAP) en Tunisie. 
Il écrit plusieurs ouvrages sur le sujet, et intervient comme expert, notamment près la Cour d'appel de Paris. Il met en place l'Unité mobile de psychiatrie légale près le parquet de Bobigny puis près le parquet de Paris, laquelle intervient pour examiner des mis en cause pendant la garde à vue. Il assure des enseignements à l’université Paris-Descartes au laboratoire d’éthique médicale dans le département de médecine légale et à l’institut de criminologie de l’université Panthéon-Assas Paris II. Il est le coordinateur du réseau européen de la chaire Unesco : « Aborder la violence : un défi transdisciplinaire » avec laquelle il crée des formations dédiées à la victimologie dans différents pays,,. En 2020, avec Pierre Tcherkessoff, il a créé un diplôme universitaire de criminologie-victimologie à l'Institut Catholique de Paris avec l'Association Française de Criminologie, l'Institut de Victimologie et la Faculté de Sciences Sociales et Economiques (FASSE) de l'ICP.
Il est un des premiers à faire une distinction entre les sujets ayant subi un événement traumatique et ceux qui en ont subi sur de longues durées, suite par exemple à des agressions sexuelles,. Les premiers présentant des troubles de stress post traumatiques, les seconds des troubles somatiques variés et des troubles de la personnalité comme le décrivent les psychotraumatologues américains (Judith Lewis Herman, 1992, Bessel van der Kolk , etc.). Dans Victimologie en 1997, il fait une nette distinction entre la victime aiguë et la victime chronique. 
À la retraite, Gérard Lopez publie des récits et des romans dont Toubib à la Goutte d'Or (2016 ), et Anagrammes meurtrières (2018) un thriller psychologique où il revient sur la psychologie des vampires et des victimes d'emprise psychologique comme il l'avait fait dans son essai intitulé Le vampirisme au quotidien. Il a également publié Raconte-moi la religion des potes (2019), ouvrage illustré par Nadia Dhab, un roman de science fiction L'apocalypse du pangolin (2020), une saga Les migrants del Terrible (2020). Il est président d'une maison d'édition associative, Thyma édition.
Il décède le 25 mars 2022, à Paris.